# 喜多町 (所沢市)
喜多町（きたまち）は、埼玉県所沢市の町名。 単独町名で丁目の設定は無い。郵便番号は359-1113。

## 地理
所沢市内中央部に位置する。西武新宿線·航空公園駅の西口から北西側に広がる比較的狭小な町域を持ち、北東側の町境は同線の線路に隣接する。地区内は、駅西口付近にコンビニエンスストアや公園があり、ほかは住宅街である。北で弥生町、東で並木、南東で北有楽町、南西で宮本町、北西で泉町と隣接する。

### 地価
住宅地の地価は、2015年（平成27年）1月1日の公示地価によれば、喜多町12-8の地点で24万2000円/m2となっている。

## 歴史
- 1968年（昭和41年）4月1日 - 住居表示実施により、大字所沢の一部から喜多町が成立する[5]。

## 世帯数と人口
2017年（平成29年）9月30日現在の世帯数と人口は以下の通りである。
| 町丁   | 世帯数  | 人口    |
| ------ | ------- | ------- |
| 喜多町 | 632世帯 | 1,206人 |

## 交通

### 鉄道
- 西武新宿線·航空公園駅（西口）

### バス
- ところバス（山口循環）
  - 喜多町

### 道路
交差点
- 「喜多町」交差点

## 施設
地内の大半は戸建ての住宅地であり、いくつかの商業施設や開業医がある。
- 山の上公園

## 小・中学校の学区
市立小・中学校に通う場合の学区（校区）は以下の通り。
| 町丁   | 番・番地 | 小学校                         | 中学校                         |
| ------ | -------- | ------------------------------ | ------------------------------ |
| 喜多町 | 全域     | 所沢市立明峰小学校（北有楽町） | 所沢市立所沢中学校（けやき台） |

## 脚註
1. 1 2  “最新の人口について”.   所沢市 (2017年10月17日). 2017年10月20日閲覧。
2. 1 2  “郵便番号”.  日本郵便. 2017年10月20日閲覧。
3. ↑  “市外局番の一覧”.   総務省. 2017年5月29日閲覧。
4. ↑  国土交通省地価公示・都道府県地価調査
5. ↑  『角川日本地名大辞典 11 埼玉県』 1087頁。
6. ↑  所沢市ホームページ 住所別通学区域一覧表 2011年3月閲覧
7. ↑  所沢市立明峰小学校ホームページ 2011年3月閲覧
8. ↑  所沢市立所沢中学校ホームページ 2011年3月閲覧